# Mateusz Machaj
Mateusz Machaj, né le 28 juin 1989 à Głogow, est un footballeur polonais. Il est milieu de terrain au Jagiellonia Białystok.

## Carrière
- 2006-2007 :  Amica Wronki
- 2007-fév. 2009 :  Lech Poznań
- fév. 2009-2009 :  Polonia Słubice
- 2009-déc. 2009 :  Tur Turek
- jan. 2010-2010 :  GKP Gorzów Wielkopolski
- 2010-2011 :  Chrobry Głogów
- 2011-fév. 2014 :  Lechia Gdańsk
- fév. 2014-déc. 2015 :  Śląsk Wrocław
- depuis jan. 2016-2018 :  Chrobry Głogów
- 2018 - :  Jagiellonia Białystok